# Dorothée Haeseling
Dorothée Haeseling (* 5. September 1944 in Hösel) ist eine deutsche Grafikerin und Schriftstellerin.

## Leben
Dorothée Haeseling absolvierte eine Ausbildung zur Grafikerin. Neben grafischen Arbeiten veröffentlicht sie auch Gedichte. Haeseling ist Mitglied des Verbandes Deutscher Schriftsteller, des nordrhein-westfälischen Landesverbandes des Bundesverbandes Bildender Künstlerinnen und Künstler und der GEDOK. 1981 erhielt sie einen Förderpreis der Stadt Düsseldorf.

## Auszeichnungen
- 1981: Förderpreis für Literatur der Landeshauptstadt Düsseldorf[1]

## Werke
- Flügellos. poetische miniaturen., Gilles & Francke, Duisburg, 1979
- Also wohin jetzt, (Gedichte), Suhrkamp, Frankfurt am Main, 1982
- So könnte man leben, (Gedichte), Suhrkamp, Frankfurt am Main, 1986
- Was zu lieben blieb, (Gedichte), Frankfurter Verlags-Anstalt, Frankfurt am Main 1991

## Ausstellungskataloge
- Dorothée Haeseling, Düsseldorf 1979